# Anna Magdalena Falcko-Birkenfeldsko-Bischweilerská
Anna Magdalena Falcko-Birkenfeldsko-Bischweilerská (14. února 1640, Štrasburk – 12. prosince 1693, Babenhausen) byla dcerou falckraběte Kristiána I. Falcko-Birkenfeldsko-Bischweilerského a jeho první manželky Magdaleny Kateřiny Falcko-Zweibrückenské.

## Život
Anna Magdalena se 18. října 1659 provdala za hraběte Jana Reinharda II. Hanau-Lichtenberského, jehož rodová větev původně neměla zdědit vládu nad hrabstvím Hanau. Z manželství vzešlo pět dětí:
- Johana Magdalena Hanau-Lichtenberská (18. prosince 1660 – 21. srpna 1715), ⚭ 1685 Johann Karl August Leiningensko-Falkenbursko-Dagsburský (19. března 1662 – 13. listopadu 1698)
- Luisa Žofie Hanau-Lichtenberská (11. dubna 1662 – 9. dubna 1751), ⚭ 1697 Fridrich Ludvík Nasavsko-Ottweilerský (13. listopadu 1651 – 25. května 1728), nasavsko-ottweilerský a nasavsko-saarbrückenský hrabě
- Františka Albertina Hanau-Lichtenberská (1663–1736), svobodná a bezdětná
- Filip Reinhard Hanau-Münzenberský (2. srpna 1664 – 4. října 1712),
- Jan Reinhard III. Hanau-Lichtenberský (1665–1736)

Po manželově smrti se Anna Magdalena usadila v Babenhausenském paláci a stala se spolu se svým bratrem Kristiánem II. opatrovnicí svých dětí. Protože panující hrabě Fridrich Kazimír neměl potomky, měly se její děti stát dědici rodových statků. Když Fridrichovo chování ohrožovalo celistvost hrabství, zavedla Anna Magdalena s bratrem a s vědomím císaře Leopolda I. nucenou správu.
Anna Magdalena zemřela 12. prosince 1693 ve věku 53 let a byla pohřbena v hrobce kostela svatého Jana v Hanau. Během druhé světové války byla krypta zcela zničena, ale hrobka Anny Magdaleny přečkala a je uložena v hanavském muzeu.